# Liste d'œuvres d'art volontairement détruites ou endommagées par les révolutionnaires pendant la Révolution française
 (juillet 2024).
Cet article vise à recenser les œuvres d'art dans l'espace public qui ont été volontairement détruites ou endommagées par les révolutionnaires pendant la Révolution française.

## En France
Les œuvres sont classées par ordre alphabétique de régions et, au sein de celles-ci, par ordre alphabétique de départements et, au sein de ceux-ci, par ordre alphabétique de communes.

### Auvergne-Rhône-Alpes

#### Rhône
| Œuvre                        | Auteur            | Commune | Localisation                                              | Notes | Installation | Coordonnées    | Illustration                                                |
| ---------------------------- | ----------------- | ------- | --------------------------------------------------------- | --- | ------------ | -------------- | ----------------------------------------------------------- |
| Statue équestre de Louis XIV | Martin Desjardins | Lyon    | Sur la place Bellecour, anciennement place Louis-le-Grand | Déboulonnée le 28 août 1792 et fondue. Une statue de remplacement réalisée par François-Frédéric Lemot est érigée le 6 novembre 1825. | 1713         | à géolocaliser | Statue équestre de Louis XIV · Statue équestre de Louis XIV |

### Bourgogne-Franche-Comté

#### Côte-d'Or
| Œuvre                        | Auteur            | Commune | Localisation                                             | Notes                                                          | Installation | Coordonnées    | Illustration                                                                          |
| ---------------------------- | ----------------- | ------- | -------------------------------------------------------- | -------------------------------------------------------------- | ------------ | -------------- | ------------------------------------------------------------------------------------- |
| Statue équestre de Louis XIV | Étienne Le Hongre | Dijon   | Sur la place de la Libération, anciennement place Royale | Représentait Louis XIV. Déboulonnée le 15 août 1792 et fondue. | 1725         | à géolocaliser | Statue équestre de Louis XIV« Monument à Louis XIV à Dijon », sur À nos grands hommes |

#### Doubs
| Œuvre                                                     | Auteur       | Commune  | Localisation                                                | Notes                                                      | Installation  | Coordonnées                      | Illustration                                              |
| --------------------------------------------------------- | ------------ | -------- | ----------------------------------------------------------- | ---------------------------------------------------------- | ------------- | -------------------------------- | --------------------------------------------------------- |
| Statue de Charles Quint chevauchant un aigle à deux têtes | À déterminer | Besançon | Sur la fontaine de la façade principale de l'hôtel de ville | Représentait Charles Quint. Déboulonnée en 1792 et fondue. | 1566          | à géolocaliser                   | Statue de Charles Quint chevauchant un aigle à deux têtes |
| Statue de dauphins jouant avec des enfants                | À déterminer | Besançon | Sur la fontaine de l'État-Major                             | Déboulonnée en 1792 et fondue.                             | XVIIIe siècle | 47° 14′ 10″ nord, 6° 01′ 46″ est | Fontaine de l'État-Major                                  |

#### Jura
| Œuvre               | Auteur                  | Commune | Localisation                                                                                          | Notes                                                                                    | Installation | Coordonnées    | Illustration    |
| ------------------- | ----------------------- | ------- | --- | ---------------------------------------------------------------------------------------- | ------------ | -------------- | --------------- |
| Statue de Louis XVI | Claude-François Attiret | Dole    | Sur la fontaine adossée à la collégiale Notre-Dame, sur la place Nationale, anciennement place Royale | Représentait Louis XVI. Détruite en 1793. La tête est conservée au musée des Beaux-Arts. | 1783         | à géolocaliser | Image manquante |

### Bretagne

#### Ille-et-Vilaine
| Œuvre                        | Auteur           | Commune | Localisation                                                             | Notes | Installation | Coordonnées                        | Illustration                 |
| ---------------------------- | ---------------- | ------- | ------------------------------------------------------------------------ | --- | ------------ | ---------------------------------- | ---------------------------- |
| Statue équestre de Louis XIV | Antoine Coysevox | Rennes  | Sur la place du Parlement-de-Bretagne, anciennement place Louis-le-Grand | Représentait Louis XIV. La statue du roi est déboulonnée en 1792, celle du cheval en 1793. Les deux sont fondues. Les 2 bas-reliefs sont conservés dans le musée des Beaux-Arts. | 1726         | 48° 06′ 44″ nord, 1° 40′ 40″ ouest | Statue équestre de Louis XIV |

### Grand Est

#### Marne
| Œuvre              | Auteur                | Commune | Localisation        | Notes | Installation | Coordonnées    | Illustration                            |
| ------------------ | --------------------- | ------- | ------------------- | --- | ------------ | -------------- | --------------------------------------- |
| Statue de Louis XV | Jean-Baptiste Pigalle | Reims   | Sur la place Royale | Représentait Louis XV. Déboulonnée le 15 août 1792 et détruite. Une statue de remplacement en bronze réalisée par Pierre Cartellier est érigée le 25 août 1819. | 1765         | à géolocaliser | Statue de Louis XV · Statue de Louis XV |

#### Meurthe-et-Moselle
| Œuvre                                      | Auteur                                 | Commune | Localisation                                          | Notes | Installation | Coordonnées                      | Illustration                               |
| ------------------------------------------ | -------------------------------------- | ------- | ----------------------------------------------------- | --- | ------------ | -------------------------------- | ------------------------------------------ |
| Statue équestre de René II                 | À déterminer                           | Nancy   | Sur la place Saint-Epvre                              | Représentait René II de Lorraine. Détruite en 1792. | 1495         | à géolocaliser                   | Image manquante                            |
| Statue équestre du duc Antoine de Lorraine | Mansuy Gauvin                          | Nancy   | Sur la grande porterie du palais des ducs de Lorraine | Représentait Antoine de Lorraine. Détruite en 1792. Une statue de remplacement réalisée par Giorné Viard est installée en 1851. | 1512         | 48° 41′ 48″ nord, 6° 10′ 47″ est | Statue équestre du duc Antoine de Lorraine |
| Statue de Louis XV                         | Barthélemy Guibal et Paul-Louis Cyfflé | Nancy   | Sur la place Stanislas, anciennement place Royale     | Représentait Louis XV. Déboulonnée en septembre 1792 et fondue à Metz en janvier 1793. Une statue en pierre représentant le Génie de la France réalisée par Joseph Labroise est inaugurée le 25 août 1814. Elle est détruite en 1830. Une statue de Stanislas Leszczynski en bronze réalisée par Georges Jacquot est inaugurée le 6 novembre 1831. | 1765         | 48° 41′ 37″ nord, 6° 11′ 00″ est | Statue de Louis XV · Statue de Louis XV    |

### Île-de-France

#### Paris

##### 1erarrondissement
| Œuvre                        | Auteur                       | Localisation                                            | Notes | Installation | Coordonnées    | Illustration                                                                        |
| ---------------------------- | ---------------------------- | ------------------------------------------------------- | --- | ------------ | -------------- | ----------------------------------------------------------------------------------- |
| Statue équestre d'Henri IV   | Jean Bologne et Pietro Tacca | Sur la place du Pont-Neuf                               | Déboulonnée le 12 août 1792 et fondue. Cinq morceaux sont retrouvés dans la Seine : la patte avant gauche du cheval, un élément du collier du roi, sa main gauche, sa botte gauche et son bras droit. Ils sont conservés au musée Carnavalet. Les 4 statues des captifs au coins du piédestal sont conservées au musée du Louvre. Une statue de remplacement réalisée par Henri-Victor Roguier est érigée le 3 mai 1814. Elle est retirée, une statue de remplacement réalisée par François-Frédéric Lemot est érigée le 25 août 1818. | 1614         | à géolocaliser | Statue équestre d'Henri IV · Statue équestre d'Henri IV                             |
| Statue équestre de Louis XIV | François Girardon            | Sur la place Vendôme, anciennement place Louis-le-Grand | Représentait Louis XIV. Déboulonnée le 12 août 1792 et fondue. Le pied gauche du roi est conservé au musée Carnavalet. | 1699         | à géolocaliser | Statue équestre de Louis XIV« Louis XIV à cheval à Paris », sur À nos grands hommes |
| Statue de Louis XIV          | Martin Desjardins            | Au centre de la place des Victoires                     | Déboulonnée en août 1792 et fondue. Les 4 statues des captifs au coins du piédestal et les bas-reliefs sont conservés au musée du Louvre. Une statue de remplacement très différente réalisée par François-Joseph Bosio est érigée le 15 août 1822. | 1686         | à géolocaliser | Statue de Louis XIV · Statue de Louis XIV                                           |

##### 4earrondissement
| Œuvre                         | Auteur                                                     | Localisation                   | Notes | Installation | Coordonnées    | Illustration                                                  |
| ----------------------------- | ---------------------------------------------------------- | ------------------------------ | --- | ------------ | -------------- | ------------------------------------------------------------- |
| Statue équestre de Louis XIII | Pierre II Biard, Daniele da Volterra aidé par Jean Bologne | Au centre du square Louis-XIII | Déboulonnée le 11 août 1792 et fondue. Une statue de remplacement très différente en marbre blanc, réalisée par Jean-Pierre Cortot, copiée d'après celle de Charles Dupaty est érigée en 1829. | 1639         | à géolocaliser | Statue équestre de Louis XIII · Statue équestre de Louis XIII |

##### 8earrondissement
| Œuvre                       | Auteur                                   | Localisation                                             | Notes | Installation | Coordonnées    | Illustration                                                              |
| --------------------------- | ---------------------------------------- | -------------------------------------------------------- | --- | ------------ | -------------- | ------------------------------------------------------------------------- |
| Statue équestre de Louis XV | Edmé Bouchardon et Jean-Baptiste Pigalle | Sur la place de la Concorde, anciennement place Louis XV | Représentait Louis XV. Déboulonnée le 11 août 1792 et fondue. La statue de la Liberté réalisée par François-Frédéric Lemot est érigée sur le piédestal le 10 août 1793. Elle est retirée en juin 1800. | 1763         | à géolocaliser | Statue équestre de Louis XV« Monument à Louis XV à Paris », sur e-monumen |

### Normandie

#### Calvados
| Œuvre                        | Auteur      | Commune | Localisation                                             | Notes | Installation | Coordonnées    | Illustration    |
| ---------------------------- | ----------- | ------- | -------------------------------------------------------- | --- | ------------ | -------------- | --------------- |
| Statue équestre de Louis XIV | Jean Postel | Caen    | Sur la place de la République, anciennement place Royale | Représentait Louis XIV. Déboulonnée dans la nuit du 3 au 4 juillet 1791 et détruite. Une statue de remplacement réalisée par Louis Petitot est érigée le 24 avril 1828. Elle est retirée en septembre 1882. | 1685         | à géolocaliser | Image manquante |

### Nouvelle-Aquitaine

#### Gironde
| Œuvre                       | Auteur                | Commune  | Localisation                                         | Notes                                                         | Installation | Coordonnées    | Illustration                |
| --------------------------- | --------------------- | -------- | ---------------------------------------------------- | ------------------------------------------------------------- | ------------ | -------------- | --------------------------- |
| Statue équestre de Louis XV | Jean-Baptiste Lemoyne | Bordeaux | Sur la place de la Bourse, anciennement place Royale | Représentait Louis XV. Déboulonnée le 20 août 1792 et fondue. | 1743         | à géolocaliser | Statue équestre de Louis XV |

#### Haute-Vienne
| Œuvre  | Auteur       | Commune | Localisation                                             | Notes | Installation | Coordonnées    | Illustration    |
| ------ | ------------ | ------- | -------------------------------------------------------- | --- | ------------ | -------------- | --------------- |
| Statue | À déterminer | Limoges | Sur la place Denis-Dussoubs, anciennement place Dauphine | Une statue en bronze de Denis Dussoubs réalisée par Léon Roussel-Bardelle est érigée le 24 avril 1892. Elle est déboulonnée et fondue en 1942, dans le cadre de la mobilisation des métaux non ferreux. | À déterminer | à géolocaliser | Image manquante |

#### Pyrénées-Atlantiques
| Œuvre               | Auteur       | Commune | Localisation        | Notes | Installation | Coordonnées    | Illustration        |
| ------------------- | ------------ | ------- | ------------------- | --- | ------------ | -------------- | ------------------- |
| Statue de Louis XIV | À déterminer | Pau     | Sur la place Royale | Représentait Louis XIV. Déboulonnée en 1793 et détruite. Une statue d'Henri IV en marbre réalisée par Nicolas Raggi est érigée en 1843. | À déterminer | à géolocaliser | Statue de Louis XIV |

#### Vienne
| Œuvre               | Auteur           | Commune  | Localisation                                                | Notes                                                                | Installation | Coordonnées    | Illustration |
| ------------------- | ---------------- | -------- | ----------------------------------------------------------- | -------------------------------------------------------------------- | ------------ | -------------- | --- |
| Statue de Louis XIV | Jean II Girouard | Poitiers | Sur la place du Maréchal-Leclerc, anciennement place Royale | Représentait Louis XIV. La tête est conservée au musée Sainte-Croix. | 1687         | à géolocaliser | Statue de Louis XIV« Monument à Louis XIV à Poitiers », sur À nos grands hommes · Statue de Louis XIV« Monument à Louis XIV à Poitiers », sur À nos grands hommes |

### Occitanie

#### Hérault
| Œuvre                        | Auteur                             | Commune     | Localisation        | Notes | Installation | Coordonnées    | Illustration                 |
| ---------------------------- | ---------------------------------- | ----------- | ------------------- | --- | ------------ | -------------- | ---------------------------- |
| Statue équestre de Louis XIV | Pierre Mazeline et Simon Hurtrelle | Montpellier | Promenade du Peyrou | Déboulonnée le 1er octobre 1792, brisée en morceaux et expédiée à Lyon où elle est fondue. Une statue de remplacement réalisée par Jean Baptiste Joseph De Bay et Auguste-Jean-Marie Carbonneaux est érigée le 29 août 1838. | 1718         | à géolocaliser | Statue équestre de Louis XIV |